# U-386 (tàu ngầm Đức)
U-386 là một tàu ngầm tấn công  Lớp Type VII thuộc phân lớp Type VIIC được Hải quân Đức Quốc Xã chế tạo trong Chiến tranh Thế giới thứ hai. Nhập biên chế năm 1942, nó đã thực hiện được bốn chuyến tuần tra và đánh chìm được một tàu buôn tải trọng 1.997 GRT. Trong chuyến tuần tra cuối cùng, U-386 bị tàu frigate Anh HMS Spey đánh chìm về phía Bắc đảo Islay, Scotland vào ngày 19 tháng 2, 1944.

## Thiết kế và chế tạo

### Thiết kế

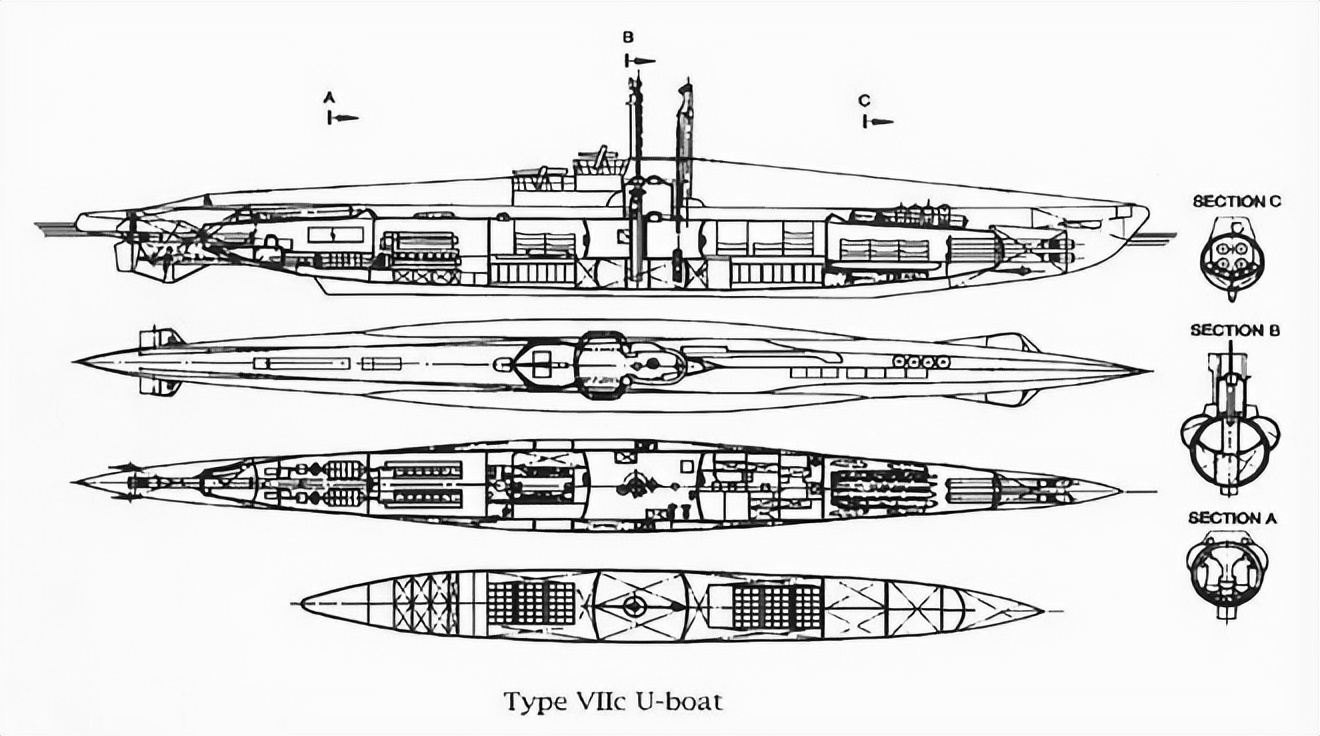
Sơ đồ các mặt cắt một tàu ngầm Type VIIC

Phân lớp VIIC của Tàu ngầm Type VII là một phiên bản VIIB được kéo dài thêm. Chúng có trọng lượng choán nước 769 t (757 tấn Anh) khi nổi và 871 t (857 tấn Anh) khi lặn). Con tàu có chiều dài chung 67,10 m (220 ft 2 in), lớp vỏ trong chịu áp lực dài 50,50 m (165 ft 8 in), mạn tàu rộng 6,20 m (20 ft 4 in), chiều cao 9,60 m (31 ft 6 in) và mớn nước 4,74 m (15 ft 7 in).
Chúng trang bị hai động cơ diesel Germaniawerft F46 siêu tăng áp 6-xy lanh 4 thì, tổng công suất 2.800–3.200 PS (2.100–2.400 kW; 2.800–3.200 bhp), dẫn động hai trục chân vịt đường kính 1,23 m (4,0 ft), cho phép đạt tốc độ tối đa 17,7 kn (32,8 km/h), và tầm hoạt động tối đa 8.500 nmi (15.700 km) khi đi tốc độ đường trường 10 kn (19 km/h). Khi đi ngầm dưới nước, chúng sử dụng hai động cơ/máy phát điện Garbe, Lahmeyer & Co. RP 137/c  tổng công suất 750 PS (550 kW; 740 shp). Tốc độ tối đa khi lặn là 7,6 kn (14,1 km/h), và tầm hoạt động 80 nmi (150 km) ở tốc độ 4 kn (7,4 km/h). Con tàu có khả năng lặn sâu đến 230 m (750 ft).
Vũ khí trang bị có năm ống phóng ngư lôi 53,3 cm (21 in), bao gồm bốn ống trước mũi và một ống phía đuôi, và mang theo tổng cộng 14 quả ngư lôi, hoặc tối đa 22 quả thủy lôi TMA, hoặc 33 quả TMB. Tàu ngầm Type VIIC bố trí một hải pháo 8,8 cm SK C/35 cùng một pháo phòng không 2 cm (0,79 in) trên boong tàu. Thủy thủ đoàn bao gồm 4 sĩ quan và 40-56 thủy thủ.

### Chế tạo
U-386 được đặt hàng vào ngày 15 tháng 8, 1940, và được đặt lườn tại xưởng tàu của hãng Howaldtswerke ở Kiel vào ngày 16 tháng 5, 1941. Nó được hạ thủy vào ngày 19 tháng 8, 1942, và nhập biên chế cùng Hải quân Đức Quốc Xã vào ngày 10 tháng 10, 1942 dưới quyền chỉ huy của Hạm trưởng, Trung úy Hải quân Hans-Albrecht Kandler.

## Lịch sử hoạt động

### 1943
Sau khi hoàn tất việc huấn luyện trong thành phần Chi hạm đội U-boat 5, U-386 được điều sang Chi hạm đội U-boat 6 từ ngày 1 tháng 5, 1943 để hoạt động trên tuyến đầu.

#### Chuyến tuần tra thứ nhất
U-386 khởi hành từ Kiel vào ngày 15 tháng 4, 1942 cho chuyến tuần tra đầu tiên trong chiến tranh. Nó băng qua khe GIUK giữa Iceland và quần đảo Faroe để vòng qua quần đảo Anh và hoạt động trong vùng biển phía Tây Ireland (Khu vực Tiếp cận phía Tây). Trên đường đi ở vị trí về phía Nam Iceland vào ngày 25 tháng 4, nó tấn công chiếc tàu buôn Anh Rosenborg 1.997 GRT, vốn bị tách khỏi Đoàn tàu RU-71. Hai quả ngư lôi trúng đích đã đánh chìm mục tiêu chỉ trong vòng 30 giây, tại tọa độ 61°00′B 15°00′T / 61°B 15°T. Có 28 người đã thiệt mạng cùng con tàu, và hai người sống sót được cứu vớt. Ba ngày sau đó, 28 tháng 4, chiếc tàu ngầm tìm cách tấn công Đoàn tàu ONS-5, nhưng bị các tàu hộ tống phản công bằng mìn sâu, và bị hư hại đáng kể. U-386 kết thúc chuyến tuần tra và đi đến cảng St. Nazaire bên bờ Đại Tây Dương của Pháp đã bị Đức chiếm đóng, đến nơi vào ngày 11 tháng 5. Nơi đây trở thành căn cứ hoạt động chính của chiếc tàu ngầm trong suốt quãng đời hoạt động còn lại.

#### Chuyến tuần tra thứ hai và thứ ba
Từ ngày 29 tháng 6 đến ngày 8 tháng 7, U-386 có chuyến tuần tra ngắn tại vùng biển phía Tây Bồ Đào Nha, nhưng không bắt gặp mục tiêu nào giá trị.
U-386 lại xuất phát từ cảng St. Nazaire vào ngày 29 tháng 8 cho chuyến tuần tra tiếp theo, và hoạt động tại khu vực giữa Bắc Đại Tây Dương về phía Đông Nam Greenland. Trên đường đi ngoài khơi mũi Finisterre, Tây Ban Nha vào ngày 6 tháng 9, nó tàu ngầm bất ngờ bị một máy bay không rõ nhận dạng tấn công; nó bị bất ngờ vì bộ dò radar Wanze đã không phát hiện được đối phương. Đến ngày 20 tháng 9, ở vị trí về phía Tây Nam Iceland, chiếc U-boat bị một máy bay ném bom B-24 Liberator thuộc Liên đội 120 Không quân Hoàng gia Anh tấn công. Phía Anh tin rằng quả ngư lôi FIDO Mark 24 dò âm thả xuống đã đánh chìm được tàu ngầm U-338, nhưng thực ra mục tiêu chính là U-386, và nó thoát được mà không bị hư hại. Sang ngày hôm sau 21 tháng 9, chiếc U-boat tìm cách tấn công Đoàn tàu ON-202 giữa Đại Tây Dương, nhưng bị các tàu hộ tống phản công bằng mìn sâu ngăn chặn. U-386 quay về cảng St. Nazaire vào ngày 8 tháng 10.

### 1944

#### Chuyến tuần tra thứ tư – Bị mất

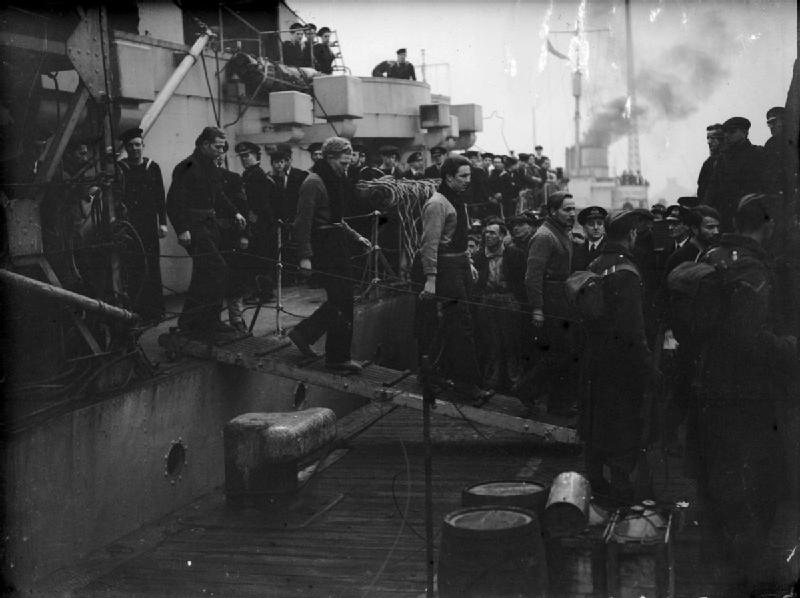
Những người sống sót từ U-406 và U-386 được HMS Spey đưa lên bờ tại Liverpool.

U-386 khởi hành từ cảng St. Nazaire vào ngày 26 tháng 12, 1943 cho chuyến tuần tra thứ tư, cũng là chuyến cuối cùng, để hoạt động tại Khu vực Tiếp cận phía Tây. Đến ngày 26 tháng 1, 1944, chiếc tàu ngầm đang ở vị trí ngoài khơi bờ biển phía Tây Scotland về phía Bắc đảo Islay khi bị tàu frigate HMS Spey tấn công. Mìn sâu thả xuống đã đánh chìm U-386 tại tọa độ 48°51′B 22°44′T / 48,85°B 22,733°T. 33 thành viên thủy thủ đoàn của U-386 đã tử trận, và có 16 người sống sót được cứu vớt và bị bắt làm tù binh chiến tranh.

### "Bầy sói" tham gia
U-386 từng tham gia năm bầy sói:
- Star (27 – 30 tháng 4, 1943)
- Leuthen (15 – 21 tháng 9, 1943)
- Stürmer (26 tháng 1 – 3 tháng 2, 1944)
- Igel 1 (3 – 17 tháng 2, 1944)
- Hai 1 (17 – 19 tháng 2, 1944)

### Tóm tắt chiến công
U-386 đã đánh chìm được một tàu buôn tải trọng 1.997 GRT:
| Ngày             | Tên tàu   | Quốc tịch      | Tải trọng | Số phận      |
| ---------------- | --------- | -------------- | --------- | ------------ |
| 25 tháng 4, 1943 | Rosenborg | United Kingdom | 1.997     | Bị đánh chìm |